# محمد حمدان دقلو
محمد حمدان دقلو متولد ۱۹۷۴ یا ۱۹۷۵ شهره به حمیدتی، ارتشبد نیروی زمینی سودان از قبیله رزگات دارفور است که پس از کودتای ۲۰۱۹ سودان معاون شورای نظامی انتقالی بود.در ۲۱ اوت ۲۰۱۹، این شورا قدرت را به شورای حکومتی غیرنظامی-نظامی انتقالی، که حمیدتی یکی از اعضای آن بود، منتقل کرد. بر اساس ماده ۱۹ پیش نویس اعلامیه قانون اساسی اوت ۲۰۱۹، وی و سایر اعضای شورای حاکم از شرکت در انتخابات عمومی سودان در سال ۲۰۲۲ منع شدند.
حمیدتی در کودتای ۲۰۲۱ سودان شرکت کرد، اما از آن زمان از آن فاصله گرفته‌است. در فوریه ۲۰۲۳ او کودتا را «اشتباه» خواند. این اظهارات بخشی از شکاف فزاینده بین او و رهبر ارتش عبدالفتاح البرهان بود. در آوریل ۲۰۲۳، دقلو نیروهای قوای پپشتیبانی سریع را علیه دولت البرهان بسیج کرد و مدعی شد که سایت‌های دولتی کلیدی را تصرف کرده‌است، اگرچه البرهان این موضوع را رد کرد. در ۲۲ آوریل ۲۰۲۳ محمد حمدان دقلو توئیتی نوشت که تماس تلفنی از جانب آنتونیو گوترش، دبیرکل سازمان ملل دریافت کرده‌است.
این درگیری در ۱۵ آوریل ۲۰۲۳ با وقوع برخوردهای نظامی در سرتاسر کشور بخصوص خارطوم و دارفور شروع شد. تا ۲۱ آوریل دست کم ۴۱۳ نفر کشته و بیش از ۳۵۰۰ نفر مجروح شده‌اند. درگیری با حمله نیروهای شبه نظامی قوای پپشتیبانی سریع(RSF) به مناطق کلیدی حکومت آغاز شد. طرفین درگیری، هر دو مدعی کنترل مناطق کلیدی حکومتی هستند.
گاردین در گزارشی تفصیلی در ۲۱ آوریل ۲۰۲۳ نوشت البرهان از حمایت مصر برخوردار است و حمیدتی از حمایت امارات. همچنین حمیدتی روابطی با گروه واگنر روسیه دارد.